# Weechee Warrick
Weechee Warrick a Csillagok háborúja elképzelt univerzumának egyik ewok szereplője.

## Leírása
Weechee Warrick az ewokok fajába tartozó férfi, aki a Világos fa falu (Bright Tree Village) településfa egyik harcosa. Testét barna szőrzet borítja. Szemszíne fekete. Fején és vállain az ewokokra jellemző csuklyát visel.

## Élete
Ez az ewok, akár a többi fajtársa, az Endor bolygó erdőholdján született és él. Deej és Shodu legidősebb fia; két öccse, (Willy és Wicket) és egy húga (Winda) van. Dédapja a nagy harcos, Erpham Warrick volt, akiről feltételezik, hogy Erő-érzékeny is volt.
Weechee a nagy erejéről vált ismertté. Gyakran ő vezette az ewokok hadjáratait. A „Weechee” nevet inkább a lánygyermekeknek szokták adni, emiatt fura, hogy fiúgyermekként így nevezték el. Weechee sokáig Chiritának udvarolt.
Egyszer, amikor Deej a fiaival halászni volt, véletlenül megvágta magát egy halálos rokna fagombával. Logray sámán főzeléket akart készíteni neki, de előbb be kellett szerezni a hozzávalókat. Weechee és testvérei elmentek hát a gyűjtőútra. A gyűjtés alatt Weechee bemerészkedett egy frosch barlangba, hogy megszerezze e ragadozó hüllők tojásait.
Deej legnagyobbik fia is részt vesz Mace és Cindel Towani szüleinek a kiszabadításában.

## Megjelenése a filmekben, rajzfilmekben, könyvben
Wicket legidősebb testvérét „A bátrak karavánja” (The Ewok Adventure) és a „Harc az Endor bolygón” (Ewoks: The Battle for Endor) című filmekben láthatjuk. A „ Star Wars: Ewoks” rajzfilmsorozat néhány részében is szerepel. Továbbá egy könyvben is visszaemlékeznek rá.

## Fordítás
- Ez a szócikk részben vagy egészben a Weechee Warrick című Wookieepedia-szócikk fordítása. Az eredeti cikk szerkesztőit annak laptörténete sorolja fel.